# ペーター・ザイゼンバッハー
ペーター・ザイゼンバッハー（Peter Seisenbacher、1960年3月25日- ）は、オーストリア、ウィーン出身の柔道家。身長186cm。得意技は大外刈。1984年ロサンゼルスオリンピック、1988年ソウルオリンピックの金メダリストである。

## 人物
柔道は6歳の時に始めた。
20歳で出場した1980年のモスクワオリンピックでは19位に終わったが、その後ロサンゼルスオリンピックに向け最適の練習環境を求めて来日。東海大学や筑波大学で練習を積んだ。オリンピックでは86kg級でオーストリアの柔道家として初のオリンピックの金メダルを獲得。
1985年には世界選手権でも優勝した。1988年のソウルオリンピックでも2大会連続の金メダルを獲得。オリンピックの柔道で史上初の2大会連続金メダルを獲得した選手となった。これらの活躍により1984年、1985年及び1988年にオーストリアのスポーツマンオブザイヤーを受章している。
オリンピックで2連覇を達成すると、引退を表明した。その後、スポーツエイドの事務局長及びオーストリア男子ナショナルチームのコーチに就任した。しかし、1991年のオーストリア国際において、自チームの選手と口論の末に暴力を振るったことでコーチを辞めることになった。また、この件では法廷から罰金刑も言い渡された。
2010年から2012年のロンドンオリンピックまでグルジアナショナルチームのヘッドコーチを務めた。ロンドンオリンピックではラシャ・シャフダトゥアシビリに金メダルをもたらした。その後、アゼルバイジャンナショナルチームのヘッドコーチに2016年リオデジャネイロオリンピックまで就任する契約を結んだ。2013年にはIJFの殿堂入りを果たした。さらには世界選手権ではエルハン・ママドフに金メダルをもたらした。しかし、2013年の終盤に辞任することになった。
2015年には再びアゼルバイジャン代表チームのヘッドコーチに就任した。2020年の東京オリンピックまでが任期だという。
2016年8月のリオデジャネイロオリンピックでは指導していた73kg級のルスタム・オルジョフと100kg級のエルマール・ガシモフが銀メダルを獲得した。10月にはウィーンのクラブでコーチをしていた1999年から2004年にかけて、2名の少女に性的虐待を加えていたとして検察当局に告発された。被害者はすでに2014年に訴え出ていた。そのうちの一人は当時まだ11歳だった1999年から14歳になる2002年までの間に度々虐待を受けていたという。もう一人の少女は13歳だった2004年に虐待を蒙ったと言われている。また、2001年にはクロアチアで16歳の少女にも性的虐待を試みようとしたと見られる。もし有罪になれば最高10年の懲役刑となる。その後12月にはオーストリアの検察当局の出頭要請に応じなかったことから、逮捕状が発行されて国際手配をされるに至った。2016年末まではアゼルバイジャンに滞在していたと見られるが、以降の消息は不明となっており、オーストリアとの犯罪人引渡し条約を締結していないUAEのドバイに滞在しているとも言われていたが、2017年8月1日にウクライナのキエフにて逮捕された。しかし、ウクライナもまたオーストリアとの犯罪人引渡し条約を締結していなかったためオーストリアへの引き渡しを拒否して、ザイゼンバッハーも釈放された。その後、2019年9月にポーランドへ偽造旅券で入国しようと試みるも逮捕されて、ようやくオーストリアへ身柄が引き渡されることとなった。12月には禁固5年の判決が言い渡された。2022年11月には仮釈放された。

## 主な戦績
- 1977年 - ヨーロッパカデ選手権　5位(75kg級)
- 1979年 - プレオリンピックトーナメント　3位(78kg級)
- 1979年 - ヨーロッパジュニア　3位(78kg級)
- 1980年 - ヨーロッパ選手権　2位
- 1980年 - 世界軍人選手権　2位
- 1980年 - モスクワオリンピック　9位
- 1981年 - ハンガリー国際　2位
- 1981年 - 世界軍人選手権　優勝
- 1981年 - ポーランド国際　3位
- 1982年 - 東ドイツ国際　2位
- 1982年 - 世界軍人選手権　86kg級　優勝　無差別　3位
- 1982年 - ポーランド国際　3位
- 1982年 - オーストリア国際　3位
- 1983年 - ハンガリー国際　優勝
- 1983年 - ヨーロッパ選手権　2位
- 1983年 - オーストリア国際　優勝
- 1983年 - 世界選手権　5位
- 1984年 - フランス国際　優勝
- 1984年 - ドイツ国際　優勝
- 1984年 - ヨーロッパ選手権　3位
- 1984年 - ロサンゼルスオリンピック　優勝
- 1984年 - 世界軍人選手権　86kg級　優勝　無差別　優勝
- 1984年 - オーストリア国際　2位
- 1985年 - 正力国際　優勝
- 1985年 - 大陸別対抗戦　優勝
- 1985年 - ドイツ国際　優勝
- 1985年 - ヨーロッパ選手権　3位
- 1985年 - 世界軍人選手権　86kg級　優勝　無差別　優勝
- 1985年 - 世界選手権　優勝
- 1986年 - ハンガリー国際　3位
- 1986年 - ヨーロッパ選手権　86kg級　優勝　無差別　2位
- 1987年 - フランス国際　3位
- 1987年 - ドイツ国際　優勝
- 1987年 - 世界軍人選手権　優勝
- 1987年 - ヨーロッパ選手権　3位
- 1988年 - ドイツ国際　優勝
- 1988年 - ハンガリー国際　2位
- 1988年 - ヨーロッパ選手権　3位
- 1988年 - オーストリア国際　3位
- 1988年 - ポーランド国際　2位
- 1988年 - ソウルオリンピック　優勝